# Cerna, Tulcea
Cerna (în bulgară Черна) este satul de reședință al comunei cu același nume din județul Tulcea, Dobrogea, România. Localitatea, aflată la o distanță de 55 km V de Tulcea, este străbătută de DJ222B, DC39, DN 22D.

## Clima
În ceea ce privește clima, temperatura medie anuală are o valoare ridicată de 10 - 11 grade C. Verile sunt calde cu temperaturi medii în luna iulie de 26 - 28 grade C. Timpul favorabil practicării drumețiilor de vară în munții Măcinului se întinde din luna aprilie până în luna noiembrie.
Cantitatea anuală de precipitații care cad în această zonă este de 400 - 600 mm. Deci mai mare decât în restul Dobrogei, iar în Cerna este de 340 mm. Vânturile care bat de la NE sau de la NV sunt predominante. Perioada de calm atmosferic se înregistrează vara și toamna, în rest vânturile sunt frecvente pe crestele munților. Temperatura medie anuală este de 11 °C.

## Populația
Comunitatea numără cca. 2.200 locuitori, în majoritate români (meglenoromâni), sosiți aici în 1940. Până în 1940 trăia în sat și o importantă comunitate bulgărească care a fost strămutată în Dobrogea de Sud în urma prevederilor din tratatul româno-bulgar de la Craiova din 1940.
Potențialul economic al zonei este valorificat în domeniile: agricol, exploatarea pietrei, industrie mică.

## Obiective turistice
Localitatea este punct de plecare pentru trasee în Munții Măcin. Pe teritoriul satului Cerna se află Muzeul memorial Panait Cerna, cu exponate ce evocă viața poetului.

## Personalități marcante
- Panait Cerna
- Dumitru Cerna